# グラーフェンゲハイク
グラーフェンゲハイク (ドイツ語: Grafengehaig) は、ドイツ連邦共和国バイエルン州クルムバッハ郡（オーバーフランケン行政管区）に属する市場町で、マルクトロイガスト行政共同体の一員である。

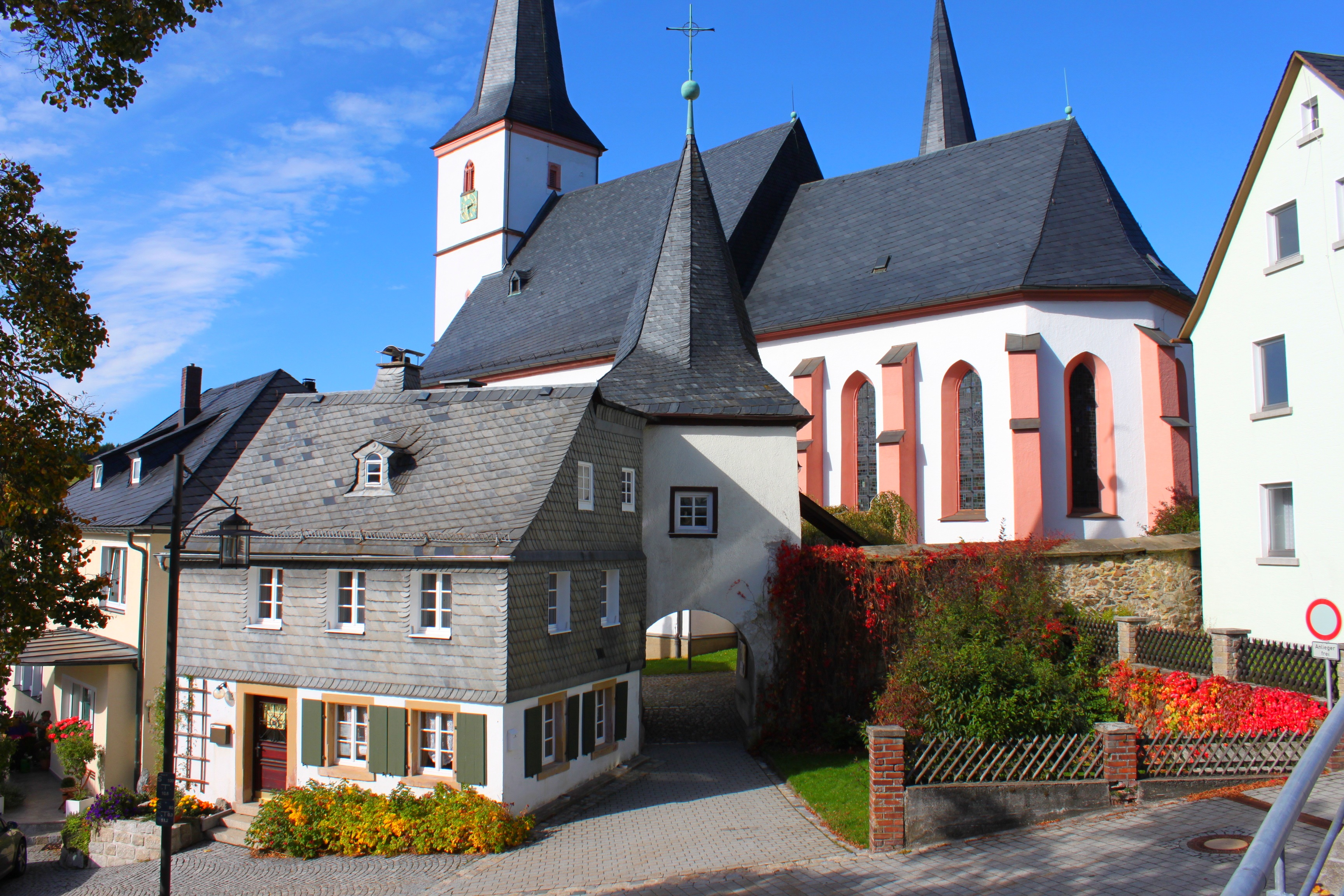
グラーフェンゲハイクの教会

## 地理

### 位置
グラーフェンゲハイクは、フランケンヴァルト自然公園内に位置する。

### 自治体の構成
この町は、公式には28の地区からなる。このうち小集落や孤立農場などを除く集落を以下に列記する。
- エッペンロイト
- グラーフェンゲハイク
- グリュンラス
- ホルバッハ
- ラッペテンロイト
- シュロッケナウ
- ザイファースロイト
- ヴァルベルングリュン
- ヴァイトメス

## 歴史
グラーフェンゲハイクは、ハイナースロイトに拠点を構えるフォイト・フォン・リーネック男爵のヴィルデンシュタイン領の一部であった。その他の地区はグッテンベルク男爵もその権限の一部を有していた。この地域は1806年のライン同盟によりバイエルン王国に移された。

## 見所
- 聖霊教会：15世紀の防御塔を持つ

## 引用
1. ↑  https://www.statistikdaten.bayern.de/genesis/online?operation=result&code=12411-003r&leerzeilen=false&language=de Genesis-Online-Datenbank des Bayerischen Landesamtes für Statistik Tabelle 12411-003r Fortschreibung des Bevölkerungsstandes: Gemeinden, Stichtag (Einwohnerzahlen auf Grundlage des Zensus 2011)
2. ↑  Bayerische Landesbibliothek Online